# Mucho Lote 2

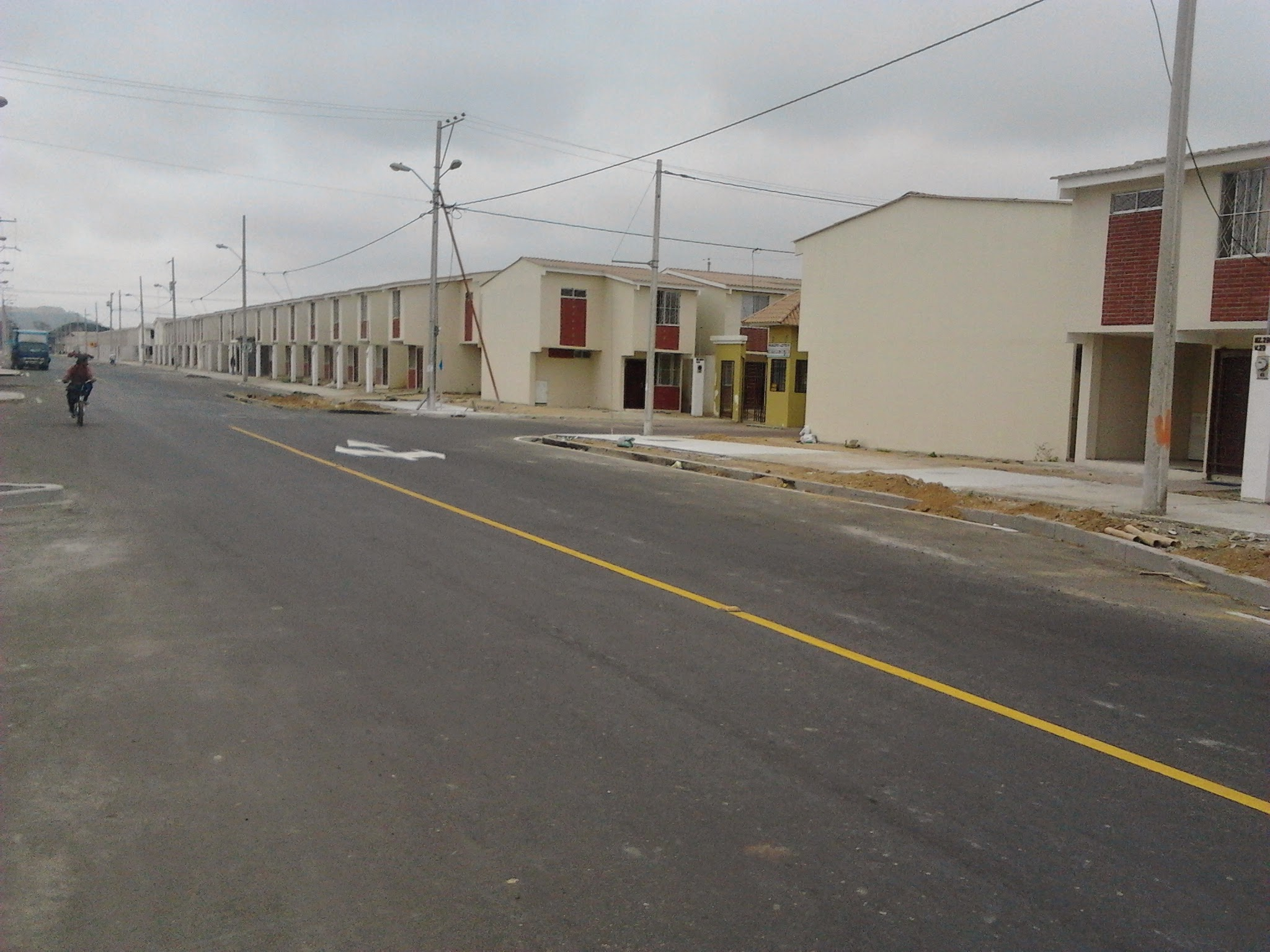
Victoria del Río en el año 2013 (Sector Mucho Lote 2)

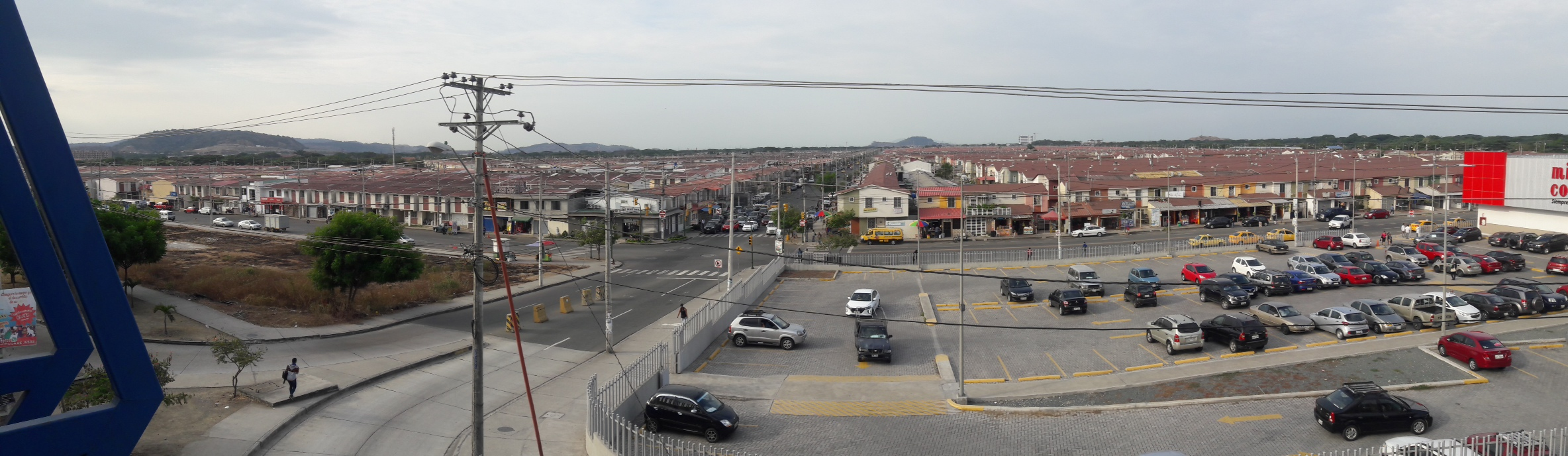
Foto panorámica de Mucho Lote 2

Mucho lote 2 es un sector de la ciudad de Guayaquil, en la cual existen 11 urbanizaciones, Victoria del Río, Segovia, Salamanca, Marbella, Victoria Club, Valle Victoria, Toledo, Alameda del Río, Plaza Victoria, Paraíso del Río I y Paraíso del Río II. Fue un barrio construido como un programa habitacional del municipio de Guayaquil, sus obras de construcción iniciaron en 2010 y fue inaugurado en el 2013. Se encuentra ubicado en la Autopista Terminal Terrestre - Pascuales.

## Historia
Está ubicada en la av. 6 (NE) de la Autopista Terminal Terrestre - Pascuales (También conocida como Avenida Narcisa de Jesús). La primera etapa comenzó en el 2010 con la construcción de las primeras 9 ciudadelas con aproximadamente 9 000 casas con 324 manzanas. Finalmente el plan habitacional concluyó con aproximadamente 10 000 viviendas y las casas fueron entregadas a sus habitantes en el 2013 en una ceremonia en la que estuvo presente el exalcalde Jaime Nebot.
El sector tuvo un rápido crecimiento comercial y gastronómico, actualmente existen un Mi Comisariato, pequeños negocios, una clínica y un plantel educativo privado. Este crecimiento poblacional significó un aumento del tráfico vehicular por lo cual se realizaron obras como la construcción en noviembre del 2017 de un paso peatonal de 65 metros de largo para los habitantes del sector. En el año 2022 Almacenes TIA abrió un local en el sector que está situado al pie de la Av. Costanera N-E. Las obras en el sector no pararon y a inicios del 2023 se inauguró un parque lineal de 400 metros de largo que beneficio a las aproximadamente 50,000 personas que habitan en el sector.

## Calles y distribución

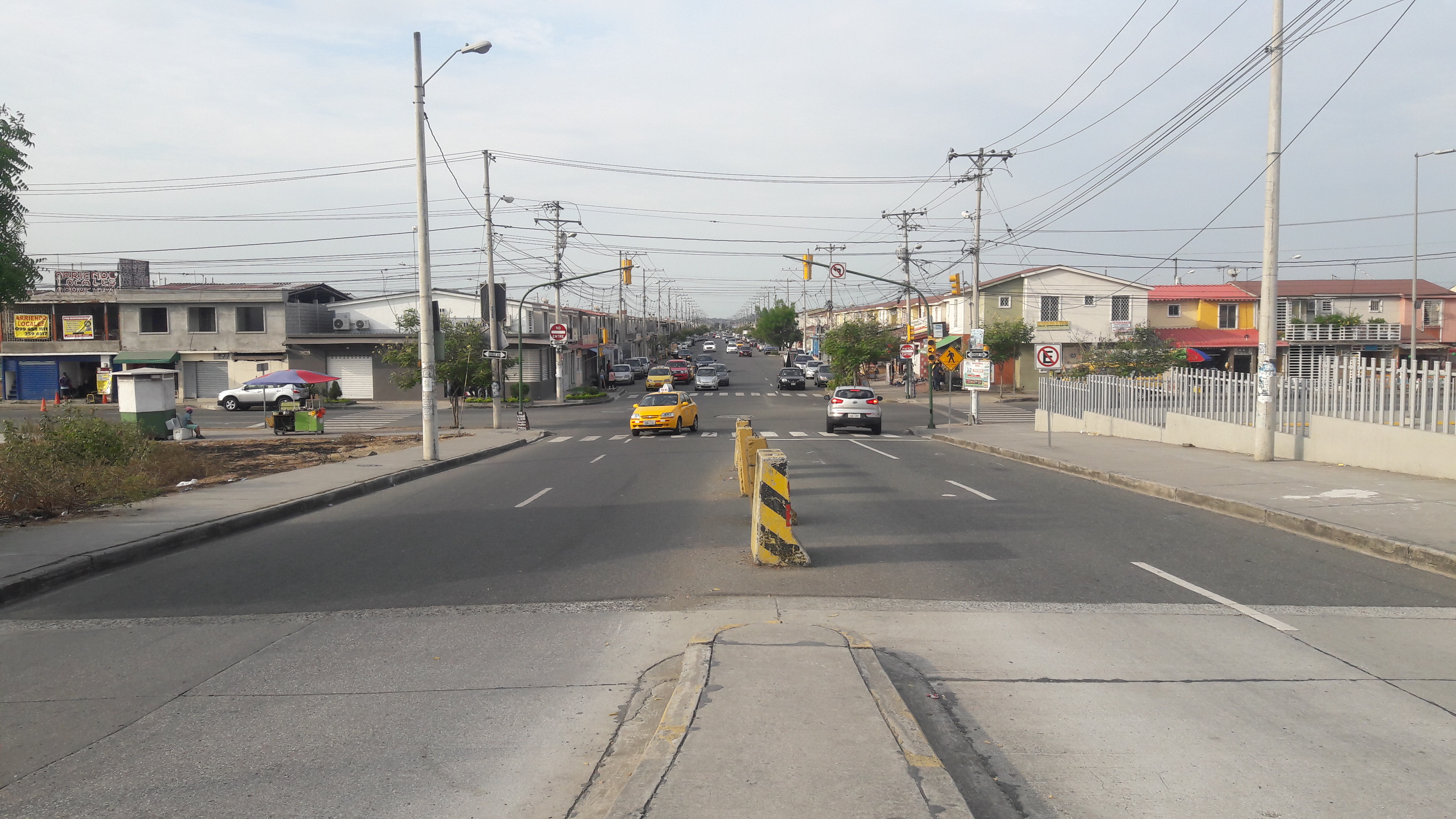
Avenida central de ML2

Mucho lote 2 se encuentra rodeado del Río Daule, cuenta con una avenida costanera y una vía central (Av. 4 N-E), Debido a que es un sector que está en crecimiento. En el 2018 se creó un retorno en la autopista a la altura del Cuerpo de bomberos de Metrópolis para la población de Mucho Lote 2 y la Perla. Así mismo se han ajustado las vías de acceso al conjunto habitacional haciendo de su entrada principal unidireccional. Ese mismo año se adecuó la vereda junto al Río Daule con un muro de piedras. En el 2022 la principal vía de ingreso a Mucho Lote 2 fue rediseñada unos metros antes de donde estaba la anterior vía, este cambio fue hecho para disminuir el tráfico que se generaba en esa vía.